# Mas de los Mudos
Mas de los Mudos (en castellà), també conegut popularment com la Masadica, és un llogaret del municipi de Castellfabib, a la comarca del Racó (País Valencià).
Situat al sud-est del terme municipal de Castellfabib, al límit amb els termes de Torre Baixa i Ademús, entre els llogaret de Torre Alta i el nucli de Torre Baixa. Mas de los Mudos és la localitat més menuda de les que componen Castellfabib, situada sobre la vega del Túria. El 2011 té 6 habitants.